# Pipunculus oshimensis
Pipunculus oshimensis är en tvåvingeart som först beskrevs av Ouchi 1943.  Pipunculus oshimensis ingår i släktet Pipunculus och familjen ögonflugor. Inga underarter finns listade i Catalogue of Life.